# Yani Kapu
Yani Kapu (em ucraniano:  Яни Капу, transl. Iani Kapu; em tártaro da Crimeia:  Yañı Qapı – Nova Porta) é um rebocador de ataque do Projeto 498 da Marinha da Ucrânia.

## História
O rebocador de ataque "RB-308" (Рейдовый Буксир; Reydovyy Buksir) foi construído em 1974 em Gorokhovets. Tornou-se parte da Frota do Mar Negro da Marinha da União Soviética, onde era o único rebocador do Projeto 498. O RB-308 estava sediado na vila de Novoozerne, no lago de Donuzlav, como parte do 171º Grupo da Divisão de Navios de Apoio Marítimo e Fluvial da base naval da Crimeia.
Em 1 de agosto de 1997, durante a distribuição da Frota do Mar Negro, o rebocador foi incluído na Marinha ucraniana, onde recebeu o nome "Krasnoperekopsk" em homenagem à cidade homónima da Crimeia e o número de casco U947. Krasnoperekopsk estava envolvido no fornecimento de reboque e atracação de navios civis em Sebastopol, trazendo lucro financeiro para a Marinha da Ucrânia. O comité executivo da conselho da cidade de Krasnoperekopsky forneceu assistência patronal ao rebocador.
Em agosto de 2008, durante o conflito na Ossétia do Sul, o presidente da Ucrânia Viktor Yushchenko deu uma ordem para bloquear a saída de navios russos de Sebastopol. O navio de mísseis ucraniano Kakhovka tentou bloquear a entrada da baía de Sebastopol para o pequeno navio de mísseis russo Miraj. Durante as manobras de Kakhovka, o seu motor parou e Krasnoperekopsk foi enviado para rebocar o barco até à costa. No entanto, Krasnoperekopsk não tinha um cabo de reboque e teve que empurrar Kakhovka para a costa.
Durante a anexação da Crimeia à Rússia, Krasnoperekopsk estava atracado no porto de Sebastopol e em 20 de março de 2014, a bandeira russa foi hasteada nele. Em 20 de maio de 2014, o rebocador deixou a baía de Streletskaya em Sebastopol e foi para águas internacionais, onde foi posteriormente devolvido à Marinha da Ucrânia, mudando-se para o porto de Odessa.
No período de 2015-2016, o rebocador estava a ser reparado no estaleiro "Ukrayina", em Odessa. Em 2016, devido à descomunização, o rebocador foi renomeado para Yani Kapu, de acordo com o novo nome que o Conselho Supremo da Ucrânia deu à cidade de Krasnoperekopsk.

### Incidente do estreito de Querche
Em 25 de novembro de 2018, Yani Kapu, bem como os navios militares Berdiansk e Nikopol, participaram em um confronto armado com as forças da Guarda Costeira e da Marinha da Rússia. Neste dia, por volta das 7:00 horas (Horário de Moscovo), estes navios estavam a aproximar-se do estreito de Querche enquanto faziam uma viagem de Odessa até Mariupol, onde foram bloqueados por navios de patrulha e embarcações da Guarda Costeira ao tentar passar pelo estreito, uma vez que, segundo o lado russo, os navios da Marinha ucraniana violaram as regras para passarem pelo estreito e cruzaram ilegalmente a fronteira do estado da Federação Russa. Enquanto os navios ucranianos deslocavam-se na zona de 12 milhas, o navio de patrulha de fronteira russo Don fez uma uma colisão lateral com consequências mínimas no rebocador Yani Kapu. Os três navios ucranianos foram apreendidos pelas forças especiais russas e Don foi eventualmente danificado. De acordo com o Centro de Imprensa do Comando da Marinha da Ucrânia, um dos dois motores principais, o casco e a grade do rebocador foram danificados e um bote salva-vidas foi perdido.
Mais tarde, todos os três navios ucranianos, bem como as suas tripulações, foram ocupados pela formação das forças especiais russas e três militares ucranianos foram feridos. Este incidente tornou-se um pretexto para a introdução da lei marcial em 10 regiões e no mar territorial da Ucrânia.
Em 16 de novembro de 2019, o jornal Kommersant informou sobre a iminente transferência de três navios de guerra Yani Kapu, Berdiansk e Nikopol para a Ucrânia. Em 17 de novembro, os navios começaram a ser rebocados da estação marítima de Querche para o mar aberto, onde foram recebidos por três rebocadores ucranianos. As armas, rádios e documentos que estavam a bordo dos navios, permaneceram na Rússia como evidência material no processo criminal iniciado após o incidente. A transferência dos navios ocorreu em 18 de novembro em águas neutras do mar Negro, a 30 km do Cabo Takil. De acordo com o comandante das Forças Navais da Ucrânia, Igor Voronchenko, os russos realmente os "arruinaram" — eles desmantelaram todos os equipamentos de navegação e rádio, em particular, radares e estações de rádio "Harris", danificaram deliberadamente os cascos, removeram os candeeiros, tomadas e sanitas. Em resposta a isso, o Serviço Federal de Segurança da Rússia publicou um vídeo onde mostra os navios ucranianos confiscados anteriormente, bem como o procedimento para sua transferência para Kiev. O vídeo mostra claramente que os candeeiros e sanitas estavam no seu lugar.